# Provincia de Palmira
La provincia de Cali fue una de las provincias del Estado Soberano del Cauca y del Departamento del Cauca (Colombia). Fue creada por medio de la ley 81 del 11 de octubre de 1859, a partir del territorio sur de la provincia del Cauca. Tuvo por cabecera a la ciudad de Palmira. La provincia comprendía el territorio de la actual región vallecaucana del Sur.

## Geografía

### Límites
La provincia de Palmira en 1859 limitaba al sur con la provincia de Caloto; al occidente con el curso del río Cauca desde la embocadura del Desbaratado hasta su confluencia con el Amaime; de allí al oriente hasta la cima de la cordillera Central de los Andes y esta hasta tocar la provincia de Caloto.

### División territorial
En 1876 la provincia comprendía los distritos de Palmira (capital), Candelaria, Florida y Pradera; división que permaneció invariable hasta su disolución.